# Пиццо-Карбонара
 Пиццо-Карбонара (итал. Pizzo Carbonara) — самая высокая точка в горном хребте Мадоние и вторая по высоте вершина на Сицилии, после Этны.
Пиццо-Карбонара расположена в 10 км к северо-западу от коммуны Петралия-Соттана. Она представляет собой известняковый массив.
В хорошую погоду на Пиццо-Карбонара можно подняться с соседней вершины Пьяно-Батталья в течение 2,5 часов. Однако гора является не легкодоступной из-за отсутствия четких карт для подъёма и тумана. В зимнее время местные путеводители вообще не рекомендуют на неё подниматься.